# Wrotków (stacja kolejowa)
Wrotków – nieczynna stacja kolejowa w Gałązkach, w gminie Koźmin Wielkopolski, w powiecie krotoszyńskim, w woj. wielkopolskim, w Polsce. Została otwarta 1 października 1909 roku. Linia została rozebrana w 1998 roku.